# Coupe de Tunisie de football 2000-2001
Navigation
Coupe de Tunisie 1999-2000 Coupe de Tunisie 2002-2003
La coupe de Tunisie de football 2000-2001 est la 45e édition de la coupe de Tunisie, la 70e depuis 1923. C'est une compétition à élimination directe mettant aux prises des centaines de clubs de football amateurs et professionnels à travers la Tunisie. Elle est organisée par la Fédération tunisienne de football et ses ligues régionales.

## Résultats

### Premier tour
56 équipes participent à ce tour : les douze clubs de Nationale B - Ligue 2, treize clubs de Nationale C - Ligue 3, les 24 clubs de la division d'honneur - Ligue 4 et sept clubs représentant les ligues régionales (Ligue 5).
- Club olympique des transports (Nationale B - Ligue 2) - Avenir sportif de La Marsa (Nationale B - Ligue 2) : 1 - 1 (4 - 2 t. a. b.)
- Jendouba Sports (Nationale B - Ligue 2) - Ennahdha sportive de Jemmal (Division d'honneur - Ligue 4) : 1 - 0
- Étoile sportive de Béni Khalled (Nationale B - Ligue 2) - Sporting Club de Ben Arous (Division d'honneur - Ligue 4) : 3 - 2
- Union sportive de Ben Guerdane (Division d'honneur - Ligue 4) - La Palme sportive de Tozeur Avenir (Nationale C - Ligue 3) : 0 - 0 (4 - 5 t. a. b.)
- Association sportive de l'Ariana (Nationale B - Ligue 2) - Avenir sportif de Mohamedia (Division d'honneur - Ligue 4) : 4 - 1
- Association Mégrine Sport (Division d'honneur - Ligue 4) - Kalâa Sport (Nationale C - Ligue 3) : 1 - 1 (4 - 3 t. a. b.)
- Étoile sportive du Fahs (Nationale C - Ligue 3) - Union sportive d'Ajim (Ligue 5 Gabès) : 3 - 0
- Club sportif de Korba (Nationale C - Ligue 3) - Croissant sportif chebbien (Division d'honneur - Ligue 4) : 3 - 0
- Avenir sportif de Kasserine (Nationale C - Ligue 3) - Football Club de Jérissa (Division d'honneur - Ligue 4) : 1 - 0
- Hirondelle sportive de Kalâa Kebira (Division d'honneur - Ligue 4) - El Makarem de Mahdia (Nationale C - Ligue 3) : 1 - 0
- Club sportif de Hajeb El Ayoun (Ligue 5 Sousse) - Football M'dilla Club (Division d'honneur - Ligue 4) : 0 - 3
- Club sportif des cheminots (Nationale C - Ligue 3) - Stade sportif sfaxien (Nationale C - Ligue 3) : 0 - 0 (4 - 2 t. a. b.)
- Union sportive de Bousalem (Division d'honneur - Ligue 4) - Croissant sportif de Redeyef (Division d'honneur - Ligue 4) : 6 - 0
- Ghomrassen Sports (Division d'honneur - Ligue 4) - STIR sportive de Zarzouna (Division d'honneur - Ligue 4) : 2 - 1
- Jeunesse sportive d'El Omrane (Division d'honneur - Ligue 4) - Stade africain de Menzel Bourguiba (Nationale C - Ligue 3) : 3 - 0
- Olympique du Kef (Nationale B - Ligue 2) - Stade soussien (Nationale B - Ligue 2) : 5 - 2
- Club medjezien (Ligue 5 Bizerte) - Espoir sportif de Hammam Sousse (Nationale C - Ligue 3) : 0 - 1
- Gazelle sportive de Bekalta (Nationale C - Ligue 3) - Club Ahly de Sfax (Division d'honneur - Ligue 4) : 1 - 1 (6 - 5 t. a. b.)
- Avenir sportif de Gabès (Nationale B - Ligue 2) - Espoir sportif de Jerba Midoun (Nationale B - Ligue 2) : 2 - 1
- Grombalia Sports (Nationale B - Ligue 2) - Union sportive de Ksour Essef (Division d'honneur - Ligue 4) : Forfait
- Dahmani Athlétique Club (Ligue 5 Le Kef) - Stade sportif de Sened (Ligue 5 Gafsa) : 1 - 2
- Association sportive Ittihad (Division d'honneur - Ligue 4) - Stade nabeulien (Division d'honneur - Ligue 4) : 2 - 0
- Club sportif de Hzag (Ligue 5 Sfax) - Club olympique de Sidi Bouzid (Division d'honneur - Ligue 4) : 2 - 0
- Club sportif de Khniss (Ligue 5 Monastir) - Club olympique de Médenine (Nationale B - Ligue 2) : 1 - 2
- Club sportif de Makthar (Nationale C - Ligue 3) - Étoile sportive de Métlaoui (Nationale C - Ligue 3) : 1 - 2
- Stade gabésien (Division d'honneur - Ligue 4) - Union sportive de Siliana (Division d'honneur - Ligue 4) : 2 - 1
- Enfida Sports (Division d'honneur - Ligue 4) - El Gawafel sportives de Gafsa (Nationale B - Ligue 2) : 1 - 0
- Océano Club de Kerkennah (Division d'honneur - Ligue 4) - Sfax railway sport (Division d'honneur - Ligue 4) : 3 - 5

### Deuxième tour
Il est disputé le 19 novembre 2000 par les 28 qualifiés du tour précédent.
- Club olympique des transports - Club sportif de Hzag : 6 - 0
- Association sportive de l'Ariana - Étoile sportive du Fahs : 3 – 1
- Hirondelle sportive de Kalâa Kebira - Club sportif des cheminots : 2 – 0
- Football M'dilla Club - Avenir sportif de Gabès : 0 - 2
- Union sportive de Bousalem - Étoile sportive de Béni Khalled : 0 - 1 a. p.
- Ghomrassen Sports - Association sportive Ittihad : Forfait
- Jeunesse sportive d'El Omrane - Avenir sportif de Kasserine : 1 - 1 (7 - 6 t. a. b.)
- Olympique du Kef - Stade sportif de Sened : 1 - 1 (3 - 0 t. a. b.)
- Espoir sportif de Hammam Sousse - Jendouba Sports : 2 - 0
- Gazelle sportive de Bekalta - Association Mégrine Sport : 2 - 1
- Club olympique de Médenine - Club sportif de Korba : 2 - 1
- Étoile sportive de Métlaoui - La Palme sportive de Tozeur Avenir : 4 - 0
- Grombalia Sports - Stade gabésien : 6 - 1
- Enfida Sports - Sfax railway sport : 1 - 0

### Seizièmes de finale
Ce tour regroupe les quatorze clubs qualifiés du tour précédent et six clubs de la Ligue I, les six premiers classés du championnat précédent étant qualifiés d'office pour les huitièmes de finale.
| Date             | Équipe 1                            | Équipe 2                         | Score 90' | Score Prol. | Tirs au but |
| 17 décembre 2000 | Jeunesse sportive d'El Omrane       | Étoile sportive de Béni Khalled  | 1 - 1     | 2 - 1       |             |
| 17 décembre 2000 | Ghomrassen Sports                   | Club olympique de Médenine       | 1 - 1     | 1 - 2       |             |
| 17 décembre 2000 | Olympique du Kef                    | Association sportive de l'Ariana | 2 - 2     | 2 - 2       | 4 - 5       |
| 17 décembre 2000 | Espérance sportive de Zarzis        | Étoile sportive de Métlaoui      | 5 - 0     |             |             |
| 17 décembre 2000 | Gazelle sportive de Bekalta         | Grombalia Sports                 | 0 - 1     |             |             |
| 17 décembre 2000 | Olympique de Béja                   | Enfida Sports                    | 3 - 0     |             |             |
| 17 décembre 2000 | Club olympique des transports       | Association sportive de Djerba   | 1 - 0     |             |             |
| 17 décembre 2000 | Espoir sportif de Hammam Sousse     | Union sportive monastirienne     | 0 - 1     |             |             |
| 17 décembre 2000 | Hirondelle sportive de Kalâa Kebira | Avenir sportif de Gabès          | 2 - 0     |             |             |
| 17 décembre 2000 | Club athlétique bizertin            | Club sportif de Hammam Lif       | 0 - 2     |             |             |

### Huitièmes de finale
| Date           | Équipe 1                            | Équipe 2                         | Score 90' | Score Prol. | Tirs au but |
| 3 février 2001 | Club olympique des transports       | Espérance sportive de Zarzis     | 2 - 2     | 2 - 2       | 4 - 3       |
| 3 février 2001 | Olympique de Béja                   | Club africain                    | 1 - 1     | 1 - 1       | 5 - 6       |
| 3 février 2001 | Stade tunisien                      | Club olympique de Médenine       | 2 - 1     |             |             |
| 3 février 2001 | Club sportif de Hammam Lif          | Grombalia Sports                 | 2 - 1     |             |             |
| 3 février 2001 | Espérance sportive de Tunis         | Association sportive de l'Ariana | 3 - 2     |             |             |
| 3 février 2001 | Hirondelle sportive de Kalâa Kebira | Étoile sportive du Sahel         | 1 - 2     |             |             |
| 3 février 2001 | Jeunesse sportive d'El Omrane       | Jeunesse sportive kairouanaise   | 0 - 2     |             |             |
| 3 février 2001 | Union sportive monastirienne        | Club sportif sfaxien             | 1 - 5     |             |             |

### Quarts de finale
| Date         | Équipe 1                       | Équipe 2                    | Score 90' | Score Prol. | Tirs au but |
| 10 juin 2001 | Étoile sportive du Sahel       | Club africain               | 1 - 0     |             |             |
| 10 juin 2001 | Jeunesse sportive kairouanaise | Club sportif sfaxien        | 0 - 3     |             |             |
| 10 juin 2001 | Club olympique des transports  | Club sportif de Hammam Lif  | 0 - 4     |             |             |
| 10 juin 2001 | Stade tunisien                 | Espérance sportive de Tunis | 0 - 3     |             |             |

### Demi-finales
| Date         | Équipe 1                 | Équipe 2                    | Score 90' | Score Prol. | Tirs au but |
| 20 juin 2001 | Club sportif sfaxien     | Club sportif de Hammam Lif  | 1 - 2     |             |             |
| 20 juin 2001 | Étoile sportive du Sahel | Espérance sportive de Tunis | 1 - 1     | 1 - 1       | 7 - 6       |

### Finale
| Date           | Équipe 1                   | Équipe 2                 | Score 90' | Score Prol. | Tirs au but |
| 6 juillet 2001 | Club sportif de Hammam Lif | Étoile sportive du Sahel | 1 - 0     |             |             |

Le match est arbitré par un trio marocain, Mohamed Kazzaz, Abdelmajid Hadidi et Abdelmajid Katalouri, alors que Aouaz Trabelsi est le quatrième arbitre.

## Meilleur buteur
Tahar Sebaï, Walid Khaled (CSHL) et Abdelmoneim Drine (ESZ) ont marqué trois buts chacun.